# Greetje Bijma
Greetje Bijma (* 22. April 1956 in Stiens bei Leeuwarden, Provinz Friesland) ist eine niederländische (Jazz-)Sängerin und Bandleaderin.

## Leben und Schaffen
Bijma arbeitete zunächst als Kindergärtnerin. In den späten 1970er Jahren hatte sie begonnen, vor kleinem Publikum Lieder zur Gitarre zu singen, bis sie durch eine Begegnung mit dem Pianisten und Komponisten Harry de Wit angeregt wurde, ihre stimmlichen Möglichkeiten konsequent experimentell zu erweitern. 1979 nahm sie am Wettbewerb des Jazzfestivals in Laren teil. Im Folgejahr wurde der aus Kanada stammende, in den Niederlanden lebende Saxofonist und Komponist Alan Laurillard auf sie aufmerksam und gewann sie für sein Improvised Music Ensemble. Mit Bijma als Sängerin gründete Laurillard bald darauf die manchmal als „Punk Jazz“-Gruppe bezeichnete Noodband, deren eigenartige Besetzung – zwei Altsaxofone, zwei Bassgitarren, zwei Schlagzeuge – auf ihren experimentellen Charakter verweist, deren eigene Note aber wesentlich von den Gesangsimprovisationen Bijmas geprägt war (Auftritt beim Moers Festival 1982).
Nachdem sie – wieder mit Laurillard als Komponist und Arrangeur – 1984 das Greetje Bijma Kwintet gegründet und 1986 ihr erstes Album unter eigenem Namen, Amycamus, veröffentlicht hatte, war sie nicht nur in der Jazz-Szene, sondern auch in den Bereichen Rockmusik und Theater gefragt. Ihr zweites Album wurde bereits von Kunle Mwanga, dem Manager und Produzenten von David Murray, produziert. 1989 ging sie mit dem Vokal-Quintett Direct Sound des US-amerikanischen Sängers und Schlagzeugers David Moss auf Tournee und erzielte noch im selben Jahr ihren künstlerischen Durchbruch auf dem JazzFest Berlin in der Berliner Philharmonie.
Ende 1990 wurde Bijma als erste Frau mit dem Boy-Edgar-Preis, der renommiertesten Auszeichnung für Jazzmusiker in den Niederlanden, geehrt. 1991 folgte der niederländische „Duke of Duketown“-Preis; 1992 erhielt sie den „Prix Italia“ für ihre Zusammenarbeit mit dem niederländischen Komponisten und Pianisten Louis Andriessen. Als Antwerpen 1993 europäische Kulturhauptstadt war, entwickelte sie im Rahmen der Fest-Veranstaltungen ein spezielles Programm für Kinder. Mit Christoph Haberers Drümmele Maa trat sie 1993 auf dem Jazzfestival Münster auf. Ab 1994 wurde sie Teil des experimentellen Jazz-Trios Freezing Screens mit dem niederländischen Keyboarder Jasper van’t Hof und dem Schweizer Schlagzeuger Pierre Favre. Der durchschlagende Erfolg dieses Trios auf den Donaueschinger Musiktagen machte Bijma in ganz Europa bekannt.
Ihre Arbeit mit dem Komponisten, Saxofonisten und Klarinettisten Bernd Konrad begann 1998 in dessen Komposition „Red Shoes“, einer musikalischen Verarbeitung des Lebens von Janis Joplin, und setzte sich 2004 in der Konrad-Komposition „Stepping Stone – I Have a Dream“ fort, einer Hommage an Martin Luther King, jr., bezogen auf seine Rede aus dem Jahre 1963.
Greetje Bijma arbeitete in den ersten Jahren des neuen Jahrtausends hauptsächlich in Solo-Programmen, trat aber gelegentlich mit dem niederländischen Organisten Klaas Hoek und mit dem Willem Breuker Kollektief auf. In den 2010er Jahren war sie auch in Produktionen von Jacob Lekkerkerker zu erleben, aber auch in BRISK & Bijma, einem Improvisationsprojekt mit den vier Blockflötisten des BRISK Recorder Quartet, in Mark Timmers Musiktheater Oude Wind & Harde Noten mit Guus Janssen und Wolter Wierbos sowie mit dem Greetje Bijma Kwintet.

## Stilistische Besonderheiten
Der  Vokal-Stil der Sängerin ist durch einen enormen Stimmumfang gekennzeichnet und durch einen besonders akzentuierten Einsatz der Stimme als Instrument (vgl. Scat oder Bop vocals). Aus dem steten Wechsel der Intonationen und Phrasierungen sowie  verschiedener Timbres, der Mischung aus Cantilènen und kieksenden bzw. gurrenden Geräuschen mit Obertongesang erwächst eine verwirrend vielfältige Klangwelt von starker Spannung, die nicht nur in Solo-Auftritten, sondern auch im Ensemble-Spiel stets zur Geltung kommt, ohne die Mitmusiker zu dominieren.

## Diskografische Hinweise
- 1986 Amycamus
- 1988 Dark Moves
- 1991 Shiver
- 1991 Tales of a Voice (re-released 1998)
- 1993 Barefoot (re-released 1999)
- 1996 Freezing Screens (mit Jasper van’t Hof/Pierre Favre)
- 2004 Sit down Listen...
- 2019 Greetje Bijma/Nora Mulder/Mary Oliver: Picatrix
- 2022 Greetje Bijma/Jasper van’t Hof/Hans Fickelscher Trilogyc: Abstract Uncertainty